# Synchaeta stylata
Synchaeta stylata är en hjuldjursart som beskrevs av Wierzejski 1893. Synchaeta stylata ingår i släktet Synchaeta och familjen Synchaetidae. Arten är reproducerande i Sverige. Inga underarter finns listade i Catalogue of Life.